# ギュンター・ヴォールファルト
ギュンター・ヴォールファルト（独:Günter Wohlfart、1943年 - ）は、ドイツの哲学者、詩人。
現在はフランス在住。

## 来歴
フランクフルト・アム・マインで生まれる。
ヨハン・ヴォルフガング・ゲーテ大学フランクフルト・アム・マインとエバーハルト・カール大学テュービンゲンで哲学、精神分析を勉強する。
1983年から1985年までアルベルト・ルートヴィヒ大学フライブルクの教授。
1985年から1986年までエッセンの大学の教授。
1983年から2003年までベルク大学ヴッパータールで哲学の教授。
それ以後は海外でも活躍し、北米や東アジア、特に中華人民共和国で教授をした。